# Gruchet-le-Valasse
Gruchet-le-Valasse är en kommun i departementet Seine-Maritime i regionen Normandie i norra Frankrike. Kommunen ligger i kantonen Bolbec som tillhör arrondissementet Le Havre. År 2022 hade Gruchet-le-Valasse 3 026 invånare.

## Befolkningsutveckling
Antalet invånare i kommunen Gruchet-le-Valasse
| Referens: INSEE |